# Western Conference (NFL)
De Western Conference (eerder Western Division en National Conference) was van 1933 tot en met 1969 een van de twee conferences waaruit de National Football League bestond. De andere divisie was de Eastern Conference. In de laatste drie jaar van haar bestaan was de Western Conference opgedeeld in twee divisies, de Central Division en de Coastal Division.
Drie van de vier ploegen uit de huidige NFC North spelen al sinds de oprichting van de Western Conference bij elkaar in dezelfde divisie.

## Teams
De volgende teams hebben in de Western Conference gespeeld. Teams die nog bestaan zijn vetgedrukt:
| Team                | Stad                      | Periode in Western Conference | Western Conference-titels | NFL-titels                                         | Eerdere naam                          |
| ------------------- | ------------------------- | ----------------------------- | ------------------------- | -------------------------------------------------- | ------------------------------------- |
| Atlanta Falcons     | Atlanta, Georgia          | 1967-1969                     | geen                      | geen                                               |                                       |
| Baltimore Colts     | Baltimore, Maryland       | 1950                          | geen                      | geen                                               |                                       |
| Baltimore Colts     | Baltimore, Maryland       | 1953-1969                     | 4                         | 3 (1958, 1959, 1968)                               |                                       |
| Chicago Bears       | Chicago, Illinois         | 1933-1969                     | 10                        | 6 (1933, 1940, 1941, 1943, 1946, 1963)             |                                       |
| Chicago Cardinals   | Chicago, Illinois         | 1933-1949                     | 2                         | 1 (1947)                                           |                                       |
| Cincinnati Reds     | Cincinnati, Ohio          | 1933-1934                     | geen                      | geen                                               |                                       |
| Dallas Cowboys      | Dallas, Texas             | 1960                          | geen                      | geen                                               |                                       |
| Dallas Texans       | Dallas, Texas             | 1952                          | geen                      | geen                                               |                                       |
| Detroit Lions       | Detroit, Michigan         | 1933-1969                     | 5                         | 4 (1935, 1952, 1953, 1957)                         | Portsmouth Spartans (1933-1934)       |
| Green Bay Packers   | Green Bay, Wisconsin      | 1933-1969                     | 10                        | 8 (1936, 1939, 1944, 1961, 1962, 1965, 1966, 1967) |                                       |
| Los Angeles Rams    | Los Angeles, Californië   | 1937-1942, 1944-1969          | 5                         | 2 (1945, 1951)                                     | Cleveland Rams (1937-1942, 1944-1945) |
| Minnesota Vikings   | Bloomington, Minnesota    | 1961-1969                     | 1                         | 1 (1969)                                           |                                       |
| New York Yanks      | New York, New York        | 1950-1951                     | geen                      | geen                                               |                                       |
| San Francisco 49ers | San Francisco, Californië | 1950-1969                     | geen                      | geen                                               |                                       |
| St. Louis Gunners   | Saint Louis, Missouri     | 1934                          | geen                      | geen                                               |                                       |

## Historie
In 1932 eindigde de competitie in een gedeelde eerste plek tussen de Chicago Bears en de Portsmouth Spartans (tegenwoordig de Detroit Lions). Om te bepalen wie er kampioen zou worden, werd er een beslissingswedstrijd gespeeld tussen beide ploegen. Deze wedstrijd bleek zo populair dat men besloot om elk jaar een kampioenswedstrijd te spelen. Deze finale zou gaan tussen de winnaars van twee divisies: de oostelijke en de westelijke.
De tien ploegen in de NFL werden geografisch ingedeeld; in de Western Division zaten de Chicago Bears, de Chicago Cardinals, de Cincinnati Reds, de Green Bay Packers en de Portsmouth Spartans.

## Divisie-indeling

### Jaren '30 en 40
Na het eerste jaar van de originele indeling kwamen er al twee veranderingen: de Spartans verhuisden naar Detroit en werden daar de Detroit Lions. Daarnaast wilde een organisatie uit Saint Louis de Reds overkopen. De NFL hield dit oorspronkelijk tegen, maar nadat het seizoen al over de helft was, werd de verkoop toch toegestaan, omdat de Reds de contributie niet betaalden. Het nieuwe team, de St. Louis Gunners mocht de resterende (drie) wedstrijden van de Reds spelen, maar beide teams werden apart in de stand opgenomen. Dit bleken de enige NFL-wedstrijden van de Gunners te zijn, want een jaar later kromp de divisie naar vier teams: de Reds waren al opgeheven en de Gunners verlieten de NFL.

De indeling met vier duurde twee seizoenen, maar in 1937 werd er een nieuw team toegevoegd: de Cleveland Rams. Deze indeling hield in principe tot en met 1945 stand, met twee uitzonderingen: in 1943 hadden de Rams (vanwege de Tweede Wereldoorlog) te weinig spelers om competitief mee te kunnen doen en ze kregen daarom toestemming om zich dat jaar terug te trekken. Een jaar laten deden ze weer mee, maar hadden andere ploegen te lijden onder de oorlog. Hierdoor fuseerden de Cardinals voor dit seizoen met de Pittsburgh Steelers uit de Eastern Division. Het seizoen van deze Chicago-Pittsburgh Cardinals-Steelers (kortweg: Card-Pitt), was niet erg succesvol, want ze verloren elke wedstrijd.

In 1946 verhuisden de Rams naar Los Angeles en werden zo het eerste NFL-team aan de West Coast. Tevens werd dat jaar een concurrerende competitie, de All-America Football Conference (AAFC) opgericht.

Deze AAFC bleek de eerste grote concurrent te zijn van de NFL (de tweede en laatste was de American Football League), maar hield het slechts vier seizoenen vol. In 1950 fuseerden beide competities en drie van de zeven AAFC-teams werden lid van de NFL. Twee daarvan (de Baltimore Colts en de San Francisco 49ers) kwamen in de Western Division, die werd hernoemd naar de National Conference (de Eastern Division werd omgedoopt in American Conference). Daarnaast wisselden de Cardinals en de New York Yanks van divisie, zodat beide divisies een team zouden hebben in New York en Chicago.

De Colts waren overigens enkel in naam lid van de National Conference, omdat ze een totaal ander schema speelden dan de andere ploegen en na hun eerste seizoen in de NFL werden ze wegens financiële problemen opgeheven.

Na 1951 werden de New York Yanks door de eigenaar verkocht aan de NFL, die de restanten vervolgens doorverkocht aan een groep ondernemers in Dallas. Deze nieuwe ploeg, de Dallas Texans werd echter geen succes en werd na één seizoen opgeheven. Dit was de laatste keer dan een NFL-team officieel ophield te bestaan.

### Jaren '50 en 60
De restanten van de Texans en hun plekje in de competitie werden toegewezen aan Baltimore, waar een nieuwe incarnatie van de Baltimore Colts (nu de Indianapolis Colts) werd opgericht. Deze Colts waren echter een nieuwe ploeg en dus geen opvolger van de vorige Colts, noch van de Yanks of de Texans. Eveneens werd de naam van de conference weer gewijzigd in Western Conference (de American Conference werd de Eastern Conference)

Vergeleken met de vorige indelingen hield de huidige indeling vrij lang stand (zeven seizoenen), maar in 1960 kwam er toch een team bij. De kort tevoren opgerichte AFL had teams in Dallas en Houston, terwijl de NFL geen enkel team in het zuiden had. Omdat de NFL niet wilde toegeven aan hun concurrent, werd aan Dallas een nieuw NFL-team toegewezen; de Dallas Cowboys. Zij werden in het westen geplaatst, maar dit was, net als bij de Baltimore Colts in 1950, slechts in naam (het speelschema van de Cowboys had dezelfde opzet als dat van de Colts).

Een jaar later kreeg de NFL een veertiende team: de Minnesota Vikings. Ook hun toetreding had de AFL-dreiging als aanleiding (de eigenaars van de Vikings wilden oorspronkelijk een team laten meedoen aan de AFL, maar trokken dat plan in toen men ze een plekje in de NFL aanbood). De Vikings werden lid van de Western Conference, terwijl de Cowboys naar het oosten gingen. Deze indeling hield stand tot en met 1966.

### Splitsing van de Western Conference
In 1967 splitste de NFL beide conferences in vier divisies (twee per conference). Elke divisie bestond uit vier teams en begon met de letter C. In de Western Conference waren dit de Central Division (die bestond uit de Bears, Lions, Packers en Vikings) en de Coastal Division (die bestond uit de Colts, Rams, 49ers en de Atlanta Falcons, die overkwamen van de Eastern Conference).

De winnaars van beide divisies zouden spelen om de Conference-titel en de winnaar daarvan zou, net als vroeger, de strijd aan gaan met de winnaar van de andere conference om het kampioenschap.

Deze indeling duurde drie jaar, tot de fusie tussen de NFL en de AFL. In deze periode veranderde de indeling van beide divisies in de Western Conference niet.

### 1970-heden
In 1970 fuseerden de NFL en de AFL tot één competitie. Als gevolg hiervan werd er een nieuwe competitie-indeling gemaakt, waarin echter nog wel de oude indeling te zien was. De vier teams uit de Central Division kwamen samen in de NFC Central en drie van de vier teams uit de Coastal Division vormden de NFC West, waarin ze gezelschap kregen van de New Orleans Saints. De Colts waren een van drie NFL-teams die lid werden van de AFC. Zij kwamen in de AFC East.
Western Division
- 1933: Chicago Bears, Chicago Cardinals, Cincinnati Reds, Green Bay Packers en Portsmouth Spartans
- 1934: Chicago Bears, Chicago Cardinals, Cincinnati Reds, Green Bay Packers,  Portsmouth Spartans en St. Louis Gunners
- 1935-1936: Chicago Bears, Chicago Cardinals, Detroit Lions en Green Bay Packers
- 1937-1942: Chicago Bears, Chicago Cardinals, Cleveland Rams, Detroit Lions en Green Bay Packers
- 1943: Chicago Bears, Chicago Cardinals, Detroit Lions en Green Bay Packers
- 1944: Chicago Bears, Chicago-Pittsburgh Cardinals-Steelers, Cleveland Rams, Detroit Lions en Green Bay Packers
- 1945: Chicago Bears, Chicago Cardinals, Cleveland Rams, Detroit Lions en Green Bay Packers
- 1946-1949: Chicago Bears, Chicago Cardinals, Detroit Lions, Green Bay Packers en Los Angeles Rams

National Conference
- 1950: Baltimore Colts, Chicago Bears, Detroit Lions, Green Bay Packers, Los Angeles Rams, New York Yanks en San Francisco 49ers
- 1951: Chicago Bears, Detroit Lions, Green Bay Packers, Los Angeles Rams, New York Yanks en San Francisco 49ers
- 1952: Chicago Bears, Dallas Texans, Detroit Lions, Green Bay Packers, Los Angeles Rams en San Francisco 49ers

Western Conference
- 1953-1959: Baltimore Colts, Chicago Bears, Detroit Lions, Green Bay Packers, Los Angeles Rams en San Francisco 49ers
- 1960: Baltimore Colts, Chicago Bears, Dallas Cowboys, Detroit Lions, Green Bay Packers, Los Angeles Rams en San Francisco 49ers
- 1961-1966: Baltimore Colts, Chicago Bears, Detroit Lions, Green Bay Packers, Los Angeles Rams, Minnesota Vikings en San Francisco 49ers
- 1967-1969: Atlanta Falcons, Baltimore Colts, Chicago Bears, Detroit Lions, Green Bay Packers, Los Angeles Rams, Minnesota Vikings en San Francisco 49ers

## Winnaars
In dit overzicht zijn de ploegen te vinden die zich voor de Western Conference wisten te plaatsen voor de play-offs.
| Kleur of afkorting | Betekenis                                               |
| Geel               | Team won NFL-titel en Super Bowl (1966-1969)            |
| Blauw              | Team won NFL-titel                                      |
| (SB)               | Team won de Super Bowl (1966-1969)                      |
| (F)                | Team won NFL-titel, maar verloor Super Bowl (1966-1969) |
| (HF)               | Team verloor Conference Championship (1967-1969)        |
| ------------------ | ------------------------------------------------------- |

1933-1966
| Seizoen | Winnaar                | Balans | Percentage | Beslissingswedstrijd                    |
| ------- | ---------------------- | ------ | ---------- | --------------------------------------- |
| 1933    | Chicago Bears          | 10-1-2 | 0,833      |                                         |
| 1934    | Chicago Bears          | 13-0-0 | 1,000      |                                         |
| 1935    | Detroit Lions          | 7-2-3  | 0,700      |                                         |
| 1936    | Green Bay Packers      | 10-1-1 | 0,909      |                                         |
| 1937    | Chicago Bears          | 9-1-1  | 0,900      |                                         |
| 1938    | Green Bay Packers      | 8-0-3  | 0,727      |                                         |
| 1939    | Green Bay Packers      | 9-0-2  | 0,818      |                                         |
| 1940    | Chicago Bears          | 8-0-3  | 0,727      |                                         |
| 1941    | Chicago Bears          | 10-0-1 | 0,909      | Versloegen Green Bay Packers (33-14)    |
| 1942    | Chicago Bears          | 11-0-0 | 1,000      |                                         |
| 1943    | Chicago Bears          | 8-1-1  | 0,889      |                                         |
| 1944    | Green Bay Packers      | 8-0-2  | 0,800      |                                         |
| 1945    | Cleveland Rams         | 9-0-1  | 0,900      |                                         |
| 1946    | Chicago Bears          | 8-1-2  | 0,800      |                                         |
| 1947    | Chicago Cardinals      | 9-0-3  | 0,750      |                                         |
| 1948    | Chicago Cardinals      | 11-0-1 | 0,917      |                                         |
| 1949    | Los Angeles Rams       | 8-2-2  | 0,800      |                                         |
| 1950    | Los Angeles Rams       | 9-0-3  | 0,750      | Versloegen Chicago Bears (24-14)        |
| 1951    | Los Angeles Rams       | 8-0-4  | 0,667      |                                         |
| 1952    | Detroit Lions          | 9-0-3  | 0,750      | Versloegen Los Angeles Rams (31-12)     |
| 1953    | Detroit Lions          | 10-0-2 | 0,833      |                                         |
| 1954    | Detroit Lions          | 9-1-2  | 0,818      |                                         |
| 1955    | Los Angeles Rams       | 8-1-3  | 0,727      |                                         |
| 1956    | Chicago Bears          | 9-1-2  | 0,818      |                                         |
| 1957    | Detroit Lions          | 8-0-4  | 0,667      | Versloegen San Francisco 49ers (27-31)  |
| 1958    | Baltimore Colts        | 9-0-3  | 0,750      |                                         |
| 1959    | Baltimore Colts        | 9-0-3  | 0,750      |                                         |
| 1960    | Green Bay Packers      | 8-0-4  | 0,667      |                                         |
| 1961    | Green Bay Packers      | 11-0-3 | 0,786      |                                         |
| 1962    | Green Bay Packers      | 13-0-1 | 0,929      |                                         |
| 1963    | Chicago Bears          | 11-2-1 | 0,917      |                                         |
| 1964    | Baltimore Colts        | 12-0-2 | 0,857      |                                         |
| 1965    | Green Bay Packers      | 10-1-3 | 0,769      | Versloegen Baltimore Colts (13-10 n.v.) |
| 1966    | Green Bay Packers (SB) | 12-0-2 | 0,857      |                                         |

Central Division
| Seizoen | Winnaar                | Balans | Percentage |
| ------- | ---------------------- | ------ | ---------- |
| 1967    | Green Bay Packers (SB) | 9-1-4  | 0,692      |
| 1968    | Minnesota Vikings (HF) | 8-0-6  | 0,571      |
| 1969    | Minnesota Vikings (F)  | 12-0-2 | 0,857      |

Coastal Division
| Seizoen | Winnaar               | Balans | Percentage |
| ------- | --------------------- | ------ | ---------- |
| 1967    | Los Angeles Rams (HF) | 11-2-1 | 0,917      |
| 1968    | Baltimore Colts (F)   | 13-0-1 | 0,929      |
| 1969    | Los Angeles Rams (HF) | 11-0-3 | 0,786      |

### Playoff Bowl
Van 1960 tot 1969 speelde de nummer twee van elke conference in de Playoff Bowl. Voor die tijd bestonden de play-offs elk jaar maar uit één wedstrijd (de finale tussen de kampioenen van beide conferences. Goede teams die geen winnaar waren geworden van hun conference, hadden tot die tijd niets meer om voor te spelen. Daarom werd de Playoff Bowl (eigenlijk heette de wedstrijd Bert Bell Benefit Bowl) in het leven geroepen. De wedstrijd werd elk jaar gespeeld in de Orange Bowl in Miami en de winnaar werd beschouwd als de nummer drie. De opbrengsten van de wedstrijd gingen naar het pensioenfonds voor gestopte spelers.

Omdat de conferences vanaf 1967 werden gesplitst in twee divisies, waarvan de winnaars speelden om het conference-kampioenschap, werd de Playoff Bowl minder belangrijk. Er waren nu immers drie wedstrijden in de play-offs (naast de Playoff Bowl) en de verliezers van de conference-kampioenschappen speelden in de Playoff Bowl. Deze werd hierdoor steeds meer gezien als wedstrijd voor verliezers. Na de fusie tussen de AFL en de NFL werd de Playoff Bowl dan ook niet meer gespeeld en de wedstrijd wordt tegenwoordig door de NFL met terugwerkende kracht beschouwd als een oefenwedstrijd.
| Kleur of afkorting | Betekenis                                |
| Bruin              | Western Conference-team won Playoff Bowl |
| ------------------ | ---------------------------------------- |

| Seizoen | Nummer 2          | Balans | Percentage | Opmerking                                                         |
| ------- | ----------------- | ------ | ---------- | ----------------------------------------------------------------- |
| 1960    | Detroit Lions     | 7-0-5  | 0,583      | De San Francisco 49ers eindigden met dezelfde balans              |
| 1961    | Detroit Lions     | 8-1-5  | 0,615      |                                                                   |
| 1962    | Detroit Lions     | 11-0-3 | 0,786      |                                                                   |
| 1963    | Green Bay Packers | 11-1-2 | 0,846      |                                                                   |
| 1964    | Green Bay Packers | 8-1-5  | 0,615      | De Minnesota Vikings eindigden met dezelfde balans                |
| 1965    | Baltimore Colts   | 10-1-3 | 0,769      | De Colts verloren de conference-titel in een beslissingswedstrijd |
| 1966    | Baltimore Colts   | 9-0-5  | 0,857      |                                                                   |
| 1967    | Los Angeles Rams  | 11-2-1 | 0,643      |                                                                   |
| 1968    | Minnesota Vikings | 8-0-6  | 0,571      |                                                                   |
| 1969    | Los Angeles Rams  | 11-0-3 | 0,786      |                                                                   |

## Trivia
- De Chicago Bears en de Green Bay Packers zijn de succesvolste teams uit de Western Conference, ze wonnen beide tienmaal de conference en wonnen samen veertien van de 37 NFL-titels in het bestaan van de conference.
- Voor de fusie met de AFL werd de Super Bowl al vier keer gespeeld. De twee keer dat de NFL-kampioen deze wedstrijd won (1966 en 1967) waren dat beide keren de Green Bay Packers.
- De beste score voor een Western Conference-team in het reguliere seizoen is alles winnen. Dit werd door de Chicago Bears behaald in 1934 (dertien duels) en in 1942 (elf duels).
- De slechtste score voor een Western Conference-team in het reguliere seizoen is alles verliezen. Dit werd behaald door de Cincinnati Reds (1934, acht duels), De Detroit Lions (1942, elf duels), de Chicago Cardinals (1943, tien duels) en door Card-Pitt (1944, tien duels). De Dallas Cowboys eindigden in 1960 (elf nederlagen, een gelijkspel) ook op een balans van 0,000, omdat toen gelijke spelen nog niet werden opgenomen in de balans. Tegenwoordig zou dit een balans van 0,042 zijn.